# イーシュン駅
イーシュン駅（イーシュンえき、英語: Yishun MRT Station）は、シンガポールの北部にある、MRT南北線の高架駅。

## 駅構造
島式1面2線のホームを持つ駅。
| A | ■南北線 | ジュロン・イースト方面 |
| B | ■南北線 | マリーナ・ベイ方面     |

## 駅周辺
- DON DON DONKI Northpoint City店（2022年10月6日オープン[1]）

## 歴史
- 1988年12月20日 開業
- 2009年12月2日 ホームドアが運用開始